# Фурсенко Сергій Михайлович
Сергій Михайлович Фу́рсенко (15 вересня 1937, Київ — 29 січня 2018, Черкаси) — український архітектор, що працював у Черкасах, лауреат Шевченківської премії 1987 року — разом з О. М. Дубовим, М. Я. Собчуком, О. П. Стеценко та Леонідом Кондратовським — за Черкаський обласний краєзнавчий музей, лауреат Державної премії СРСР 1989 року за проєкт забудови центру села Матусів Шполянського району Черкаська область.

## Життєпис
Закінчив Київський інженерно-будівельний інститут 1963 року. За направленням приїхав до Черкас разом з Леонідом Кондратським та М. Собчуком. Першою їхньою спільною працею був проєкт благоустрою мікрорайону в межах вулиць Леніна — Ільїна.
У 1963—1967 роках працював у філіалі інституту «Дніпроцивільпромбуд», у 1967-1998 роках — у художньо-виробничому комбінаті Художнього фонду України. З 1998 року є керівником творчої архітектурної майстерні «Архітектура».

## Проєкти
- 1969 — ресторан «Славутич» у Черкасах;
- 1971 — Будинок культури у місті Смілі;
- 1974 — будинок культури у місті Городищі;
- 1982 — адміністративно-торговельний центр у селі Матусів Звенигородського району;
- 1986 — Черкаський обласний краєзнавчий музей;
- 1989 — палац культури «Дружба народів» у Черкасах;
- 1991 — інтер'єр музею «Кобзаря» Тараса Шевченка.